# Hofors
Hofors est une localité de Suède dans la commune de Hofors, dont elle est le chef-lieu, située dans le comté de Gävleborg.
Sa population était de 6 201 habitants en 2019.
Au XVIIe siècle, la ville de Hofors s’est développée autour d’une industrie sidérurgique qui est devenue l’une des plus importantes usines sidérurgiques de Suède et une filiale du groupe SKF.